# Pochod živých

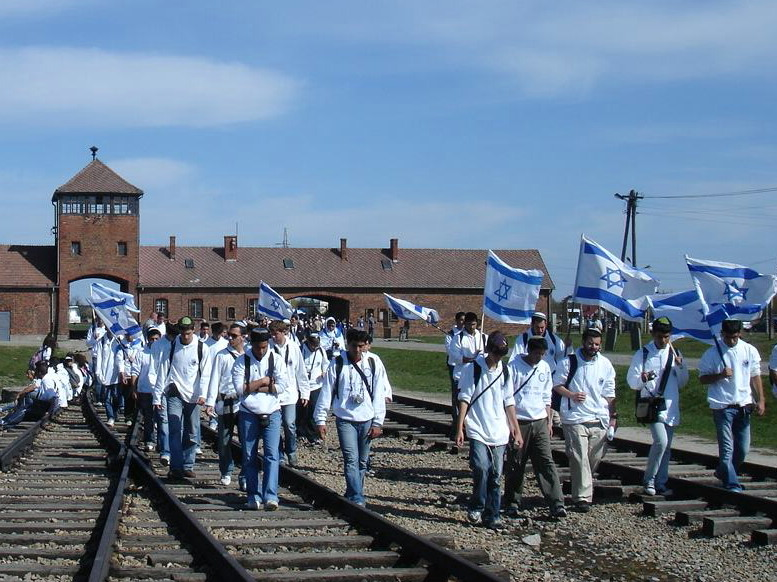
Izraelští studenti kráčí v rámci Pochodu živých po kolejích v Birkenau

Pochod živých (anglicky: March of the Living) je každoročně pořádaný 3,5 kilometrový pochod v Den památky holocaustu (Jom ha-šo'a) z koncentračního tábora Auschwitz I do Auschwitz II Birkenau, největšího komplexu nacistických koncentračních táborů postavených během druhé světové války. Symbolizuje pochody smrti, které se ke sklonku války konaly v řadě míst Evropy.
Pochod je součástí vzdělávacího programu, který přivádí studenty z celého světa do Polska, kde na vlastní oči vidí pozůstatky holocaustu. Byl založen v roce 1988 a koná se každoročně dva týdny v průběhu dubna a května, bezprostředně po svátku Pesach. Jeho iniciátorem byl izraelský ministr školství a bývalý izraelský prezident Jicchak Navon.